# ヴァイオリンソナタ第2番 (スタンフォード)
ヴァイオリンソナタ第2番 イ長調 作品70は、チャールズ・ヴィリアーズ・スタンフォードが1898年頃に作曲したヴァイオリンソナタ。この作品は作曲者の生前には1度しか演奏されず、2006年まで未出版のままとなっていた。

## 概要
この作品は王立音楽大学のために作成された写譜の形でしか残されておらず、作曲された際の詳しい状況は不明である。伝記作家のジェレミー・ディブルは本作がリチャード・ゴンパーツもしくはエンリケ・フェルナンデス・アルボスのために書かれたのではないかと記している。両名とも王立音楽大学の同僚であり、アルボスはスタンフォードからヴァイオリン協奏曲 作品74の献呈を受けている。作曲者生前の本作の実演として唯一知られているのが、カーティアス・クラブの後援による1898年12月7日にロンドン、ピカデリーのプリンス・ギャラリーズで行われたものである。演奏者はオーストリア生まれのヴァイオリニストであったヨーゼフ・クロイゼと、ピアニストのヴィオラ・フィッシャー＝ソーベルであった。ジョン・フランスはこの演奏会に関する複数の評論を入手しているが、そのほとんどが好意的な内容であった。例外は演奏会の翌日に『Musical Standard』に掲載された匿名の論評である。そこには、評者は全体として作品を気に入りはしたものの、終楽章の性格が前の楽章に似通い過ぎており完全な効果を発揮できていないと感じたことが記されている。
以降、1999年にハイペリオン・レコードにヴァイオリンソナタ第1番との組で録音が行われるまで、本作の演奏が行われたという記録は残されていない。楽譜の出版はリチャード・バーンズの校訂版として、王立教会音楽学校の出版部であるCathedral Musicから2006年にようやく行われた。2つ目の録音はスタンフォードの器楽曲全集の一環として、2013年にヴァイオリニストのアルベルト・ボローニとピアニストのクリストファー・ハウエルによって行われている。

## 楽曲構成
前作とは異なり全4楽章で構成される。演奏時間は約25-28分。
1. Allegro commodo
2. Adagio molto
3. Prestissimo
4. Allegretto – Animato